# Učka
Az Učka (olaszul: Monte Maggiore) egy hegylánc Horvátország északnyugati részén, Isztria megyében. A Dinári-hegység legnyugatibb tagja. Területe ma természetvédelmi park (park prirode). A Balkán-félszigeten átnyúló Dinaridák északnyugati végükön nem túl magasak. Ahol a Keleti-Alpok végződnek és a Balkán kezdődik a táj még alacsonyabb hegyekből áll, de látványuk mégis impozáns, mert gyakran alacsony magasságról vagy akár közvetlenül a tengerszintről emelkednek fel.

## Nevének eredete
Az „učka” név horvát eredetű. Állítólag a „Vučka” szóból származik, ami Farkas-hegyet jelent. A hegységet az isztriai emberek Caldierának nevezték el. 

## Leírása
A hegység az Isztria-félsziget keleti részén, az Abbáziai riviéra mögött emelkedik. 20 km hosszúságban és 4-9 km szélességben húzódik a Poklon-hágótól (920 m) a Plomin-öbölig. A Trieszti-öböltől Fiuméig húzódó Ćićarija-hegységgel együtt egyetlen morfológiai egységet alkot. 

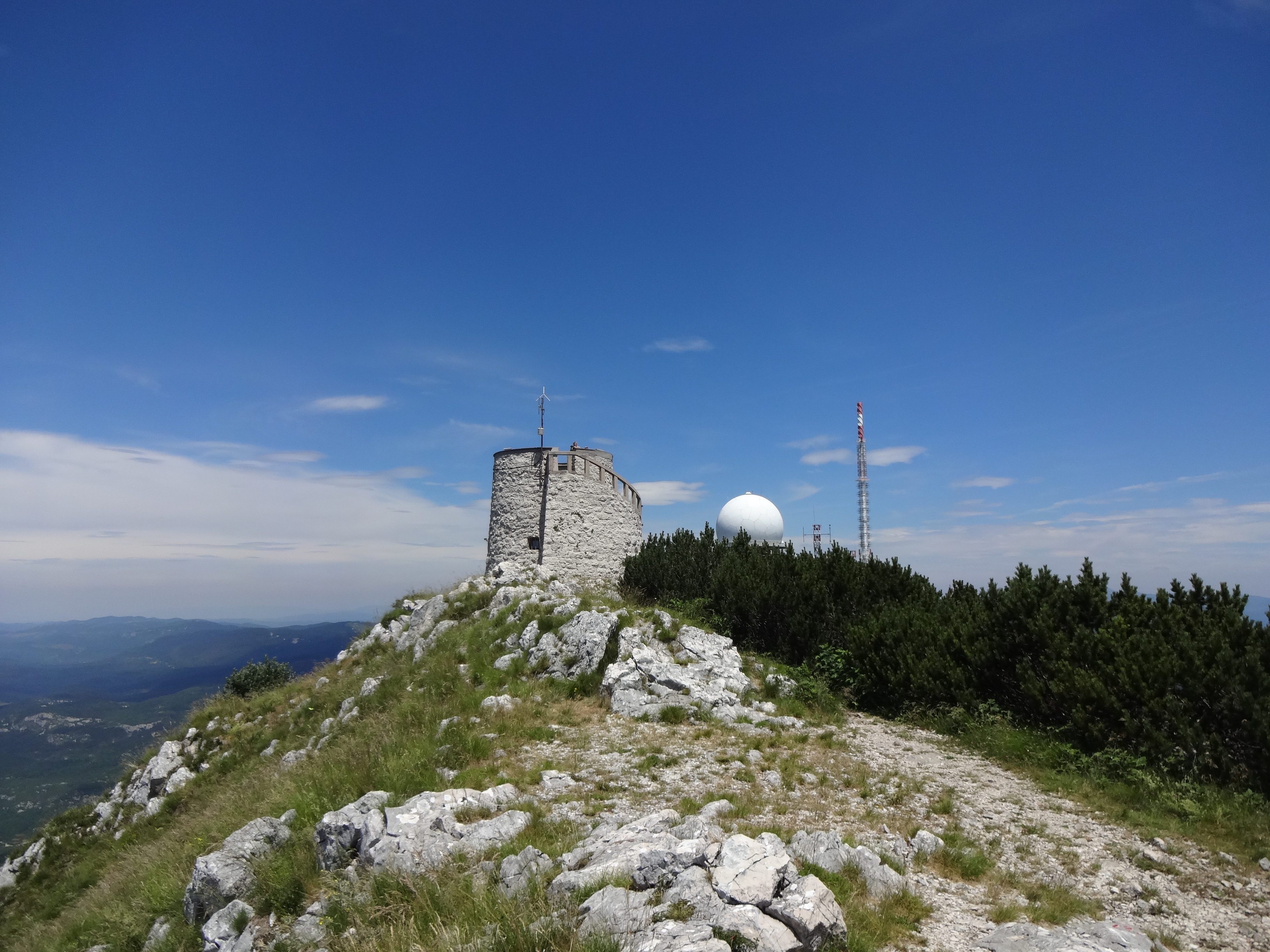
A Vojak-csúcs a kilátóval

Az Učka legmagasabb csúcsait természetvédelmi területeknek és emlékhelyeknek nyilvánították. A legmagasabb csúcs, a Vojak 1396 méterrel a tengerszint felett helyezkedik el. Tetejére 1911-ben kőből kilátótornyot építettek. Innen az Isztriára, a Trieszti-öbölre, a Júlia-Alpokra és az Adria szigeteire nyílik kilátás, melyekre egészen Dugi Otokig ellátni. További jelentősebb csúcsai: Suhi Vrh (1332 m), Perun (881 m), Brgud (907 m), Kremenjak  (827 m), Sikovac (780 m), Sisol (835 m), Bukovo (711 m) és a Vrlič (607 m).
A Suhi Vrh-csúcs az Učka második legmagasabb csúcsa. A Vojak-csúcstól délre található, ahol Učka központi része véget ér. Maga a csúcs a hegy keleti lejtőjén található sziklaszirtek felett áll. A kilátás erről a csúcsról nagyszerű, mely a Kvarner-öbölre és szigeteire (Krk, Cres, Lošinj, stb.), Fiume városára és a hátországra, a Velebit-hegységre és Učka gyönyörű bükkös erdőire nyílik.
Említésre méltó még a 835 méteres Sisol, amely noha ötszáz méterrel alacsonyabban fekszik, mint a legmagasabb csúcsok mégis nagyszerű panorámát kínál a Kvarner-öbölre. Főleg egy kissé ködös napon, amikor nagyobb magasságból alig látszik valami részlet. A Plomintól a Sisol felett az Učka legmagasabb csúcsáig kijelölt túraút vezet, amely Isztria egyik legérdekesebb és leglátványosabb túrája.

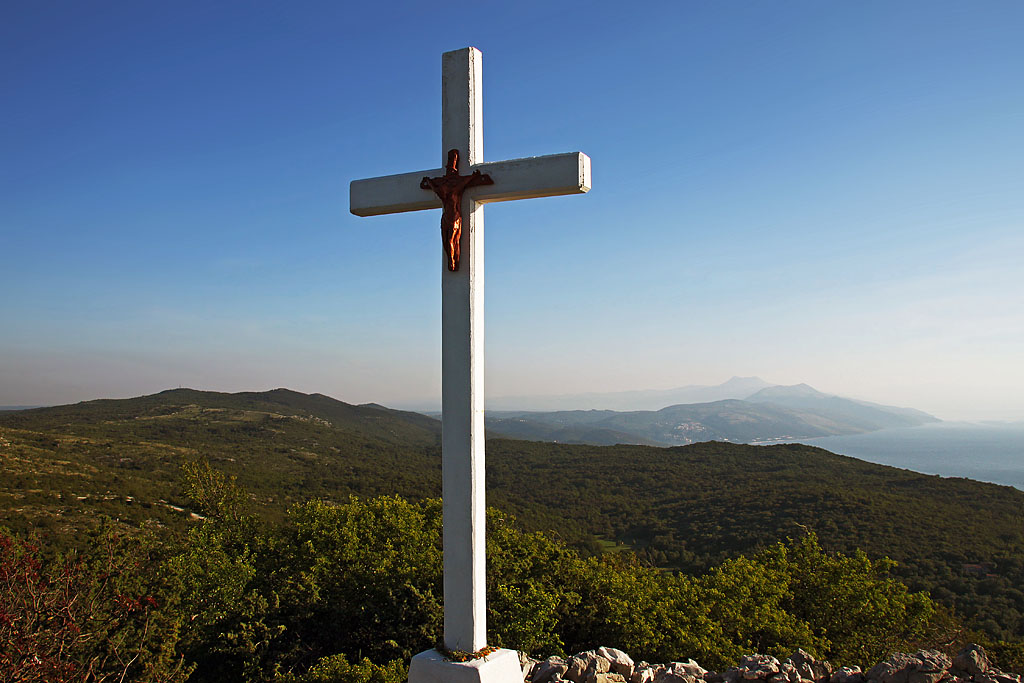
Kereszt a Skitača tetején

Még tovább dél felé, a Plomini-öböl túloldalán emelkedik Učka utolsó két magasabb mészkő masszívuma. A Ripenda legmagasabb pontja 474 méter tengerszint feletti, a Skitača legmagasabb pontja (Goli vrh) pedig 538 méter magas. Tovább délre már Pula városa felé hózódó síkság található. Mindkét fennsíkszerű hegycsúcsot ritkán látogatják a túrázók.
Az Učkán átvezető vasúti alagút építését 1951-ben kezdték meg, de nem sokkal ezután az építés abbamaradt. Négy évtizeddel később 1993-ban, Isztria Horvátországgal való egyesülésének fél évszázados évfordulója alkalmából Dr. Franjo Tuđman, a Horvát Köztársaság első elnöke nyitotta meg.

## Vizei
Míg a hegy nyugati oldala többnyire száraz, a keleti oldalon viszont helyenként értékes vízforrások találhatók, míg másutt édesvíz csak a tengerszinten vagy alatta, a föld alatt folyik.

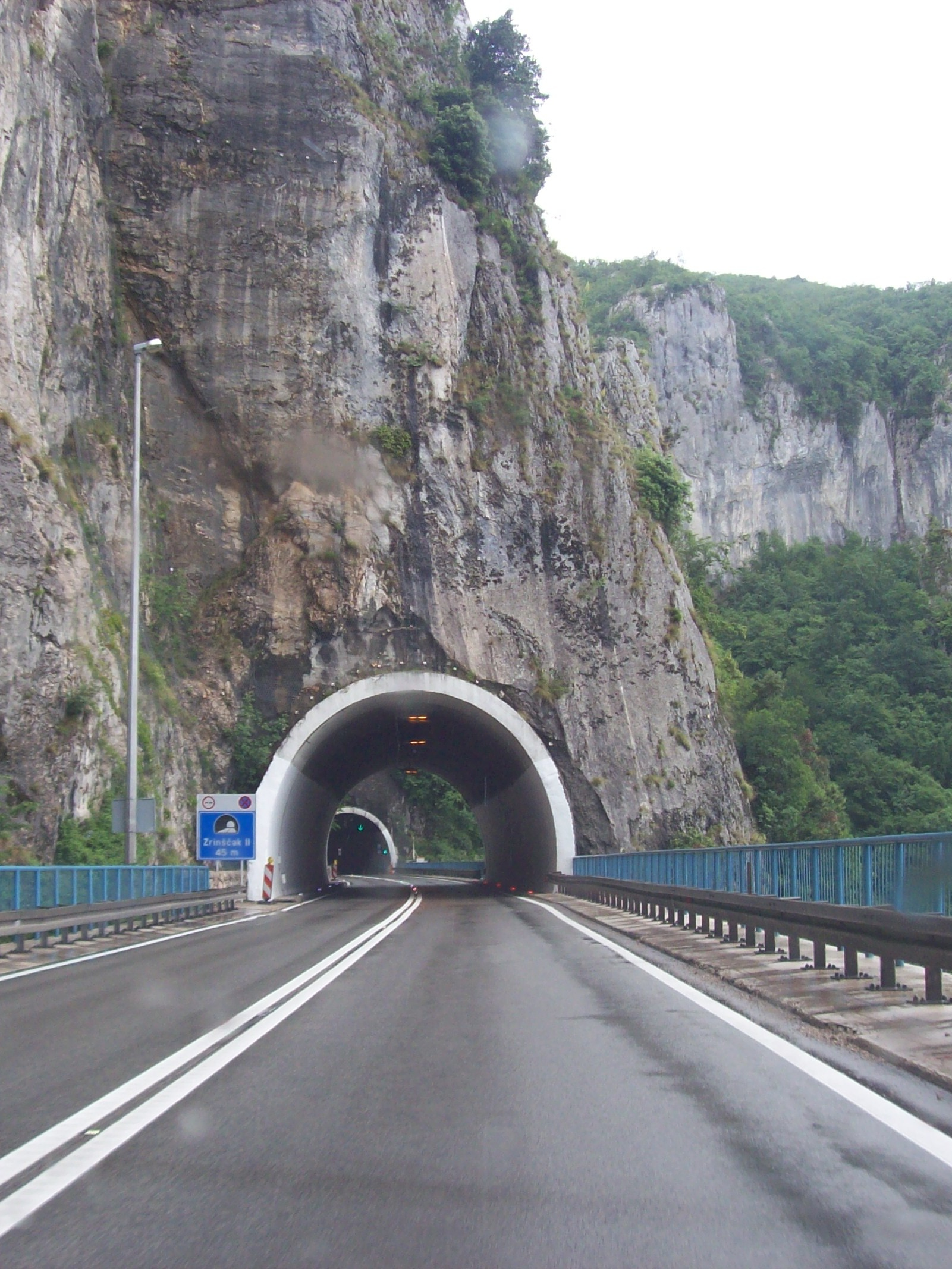
Učka-alagút - Zrinšćak II. nyugati bejárat

## Kőzetei
Az Učka egy mészkőhegység, számos karsztterülettel. Mivel a Külső-Dinaridák része, az Učka különféle mészkövekből épül fel, amelyeket az ókori Thetis-tenger rakott le mintegy 145 millió évvel ezelőtt a krétakorban és a paleogén korszakban. Az Učka emelkedését az adriai tektonikus mikrolemez okozta, amely mintegy 65 millió év előtt északkelet felé kezdett mozogni. Ez a folyamat még mindig zajlik, de az isztriai lemez mozgása, amely szintén az óramutató járásával ellentétes és az e szempontból lényeges úgynevezett Kvarner-hiba okozza, hogy az Učka-hegység északi irányban halad, és nem a tipikus dinári északnyugat-délkeleti irányában.
Az Učka legszélső gerince felső kréta és paleogén kőzetekből áll, amelyek az eocén flis és mészkövek rétegein helyezkednek el. Mindez nagyszámú (mintegy 200) barlangot, különálló sziklafalakat és szakadékokat eredményez.

## Növényvilága
A tenger felőli bőséges növényzete miatt különbözik Horvátország többi tengerparti hegyeitől. Legismertebbek a Lovran környékén elterülő szelídgesztenyeerdők, de valószínűleg Učka az egyetlen hely a világon, ahol fényképezni lehet a sztenoendémiás učkai harangvirágot (Campanula tommasiniana). A természetvédelmi park növényvilágának sajátossága leginkább abban mutatkozik meg, hogy ez egy olyan terület, amely földrajzi helyzetének és éghajlatának ismeretében gazdag mind a kontinentális, mind a mediterrán fajokban. Így a jelenlegi szakirodalom szerint az Učka natúrpark flórája mintegy 1300 különféle fajt számlál, ami rendkívül nagy szám, tekintettel a védett terület viszonylag kis területére. Az učkai fajok ilyen gazdagsága elsősorban a fizikai környezet tényezőinek, mindenekelőtt az éghajlatnak, a geológiának és a domborzatnak köszönhető.

## Állatvilága
Az Učka az európai kontinens biológiai sokféleségének egyik fontos helye az élőhelyek, valamint a benne élő növény- és állatfajok sokfélesége szempontjából. Az állatvilágra vonatkozó, a 20. század első feléből származó irodalmi adatok arra utalnak, hogy a park területén számos endémia és törvényesen védett faj létezik, amelyekről aktívan gondoskodni kell. Becslések szerint a parkban élő fajok teljes számának csak körülbelül 40% -a ismert.
Az Učka utolsó európai helyszínek egyike, amely a madárbarátok türelmes szemét a fakó keselyű (Gyps fulvus) vagy a szirti sas (Aquila chrysaetos) lenyűgöző sziluettjeivel jutalmazza. Ez a két faj az umbrai ornithofauna két kiemelkedő képviselője, amelynek eddig mintegy 100 fészke ismert. Rajtuk kívül számos más madárfaj is él itt, továbbá olyanok is, amelyek csak időnként látogatják meg az Učkát.

## Galéria
- A vasúti alagút
- Kilátóhely
- Kilátóhely
- Tájkép
- Kilátás a tenger felé
- Turisták úton a Vojakra
- Kilátás Fiume városára
- Látkép
- Kilátóhely
- A park információs központja
- A Kvarner és az Učka
- Naplemente a hegység felett